# Marano di Valpolicella
Marano di Valpolicella là một đô thị ở tỉnh Verona trong vùng Veneto của Ý, có cự ly khoảng 110 km về phía tây của Venice và khoảng 14 km về phía tây bắc của Verona. Tại thời điểm ngày 31 tháng 12 năm 2004, đô thị này có dân số 2.975 người và diện tích là 18,6 km².
Đô thị Marano di Valpolicella có các frazione (đơn vị trực thuộc) Valgatara e San Rocco.
Marano di Valpolicella giáp các đô thị: Fumane, Negrar, San Pietro in Cariano và Sant'Anna d'Alfaedo.